# Sotkajärvi (sjö i Enare, Lappland)
Sotkajärvi är en sjö i kommunen Enare i landskapet Lappland i Finland. Sjön ligger 151 meter över havet. Arean är 1,26 kvadratkilometer och strandlinjen är 22,71 kilometer lång. Sjön  ingår i Pasvik älvs huvudavrinningsområde.   Den ligger omkring 250 kilometer norr om Rovaniemi och omkring 950 kilometer norr om Helsingfors. 
Norr om Sotkajärvi ligger Petskovaara. 